# خافيير ويبر
خافيير ويبر (6 يناير 1966 في الأرجنتين - ) (بالإسبانية: Carlos Javier Weber)‏ هو لاعب كرة طائرة شاطئية ولاعب كرة طائرة الأرجنتين. شارك في الألعاب الأولمبية الصيفية 1996 والألعاب الأولمبية الصيفية 2000 والألعاب الأولمبية الصيفية 1988.

## وصلات خارجية
- خافيير ويبر على موقع عالم الكرة الطائرة (الإنجليزية)
- خافيير ويبر على موقع دوري الدرجة الأولى الإيطالي للكرة الطائرة - رجال (الإيطالية)
- خافيير ويبر على موقع اللجنة الأولمبية الدولية (الإنجليزية)
- خافيير ويبر على موقع أوليمبيديا (الإنجليزية)